# Иде ли?
„Иде ли?“ е разказ от Иван Вазов.
По художествен начин отразява Сръбско-българската война от 1885 г. и драматичните събития, свързани с нея. Разказва за трепетното очакване на майка синът ѝ да се завърне от фронта. Може да се усети болката, мъката и страданието на тези, които са загубили близки във войната. Личат и политическите пристрастия на Вазов, който пресъздава антихуманната същност на войната и безсмислието на жертвите.